# Sukuta (Lower River Region)
Sukuta ist eine Ortschaft im westafrikanischen Staat Gambia.
Nach einer Berechnung für das Jahr 2013 leben dort etwa 570 Einwohner, das Ergebnis der letzten veröffentlichten Volkszählung von 1993 betrug 492.

## Geographie
Sukuta liegt in der Lower River Region im Distrikt Jarra East, nahe an der Grenze zu Senegal. Der Ort liegt rund 5,4 Kilometer östlich von Pakali Ba an der South Bank Road.